# Hergugney
Hergugney település Franciaországban, Vosges megyében. Lakosainak száma 130 fő (2022. január 1.). Hergugney Battexey, Socourt, Xaronval, Bralleville, Germonville, Gripport és Avrainville községekkel határos.

## Népesség
A település népességének változása:
| Lakosok száma | 140  | 140  | 139  | 135  | 132  | 135  | 130  | 126  | 130  |
|               | 2013 | 2015 | 2016 | 2017 | 2018 | 2019 | 2020 | 2021 | 2022 |